# Projekt 1258
Projekt 1258 (v kódu NATO třída Yevgenya) je třída malých pobřežních minolovek sovětského námořnictva z doby studené války. Celkem bylo postaveno 45 jednotek této třídy. Řadu jich získala námořnictva sovětských spojenců – Angola (2), Ázerbájdžán (2 jednotky), Bulharsko (4), Indie (6), Irák (3), Kazachstán (2), Kuba (12), Mosambik (3), Nikaragua (4), Severní Jemen (3), Jižní Jemen (3), Sýrie (4), Ukrajina (1) a Vietnam (3).

## Stavba

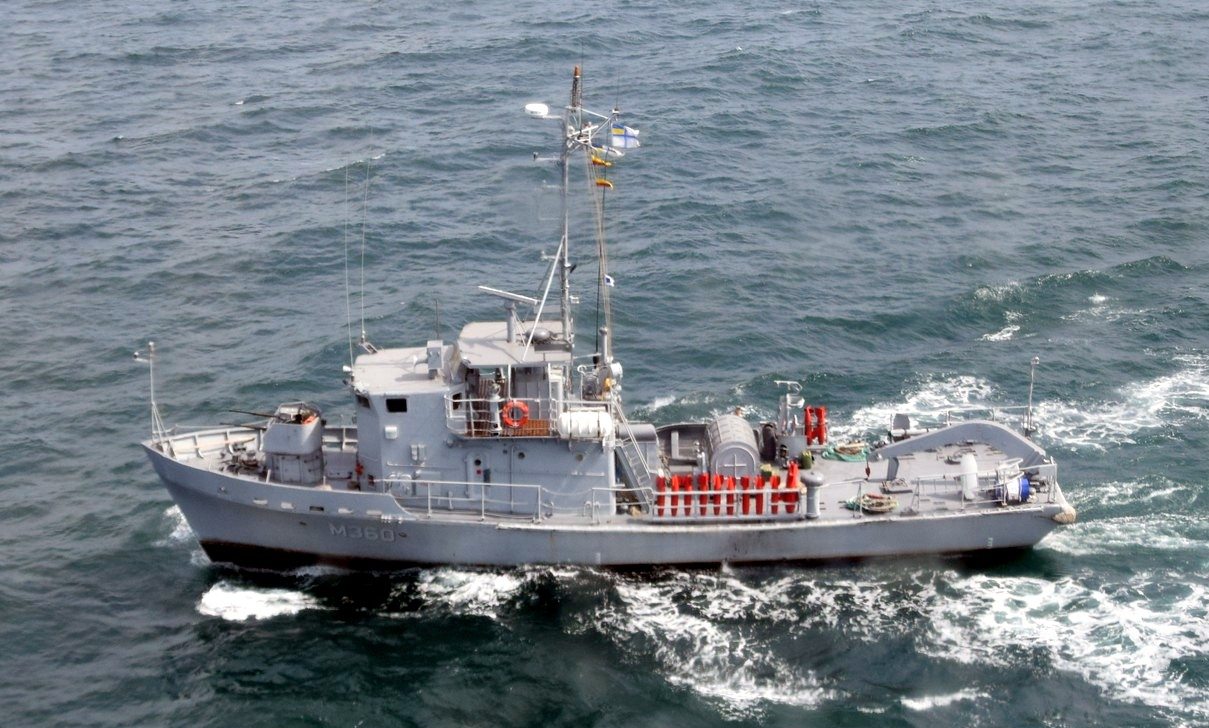
Ukrajinská minolovka Genichesk (M360)

Minolovky této třídy byly stavěny v letech 1970–1984.

## Konstrukce
Plavidla mají sklolaminátový trup. Výzbroj tvoří jeden 25mm dvoukanón 2M-3M (u novějších jednotek), nebo jeden 14,5mm dvojkulomet 2M-7. Pohonný systém tvoří dva diesely 3D12 o výkonu 600 hp. Lodní šrouby jsou dva. Nejvyšší rychlost dosahuje 11 uzlů.

## Uživatelé
Angola
- Angolské námořnictvo

 Ázerbájdžán
- Ázerbájdžánské námořnictvo

 Bulharsko
- Bulharské námořnictvo

 Indie
- Indické námořnictvo

 Irák
- Irácké námořnictvo

 Jižní Jemen
 Kazachstán
- Kazašské námořnictvo

 Kuba
- Kubánské revoluční námořnictvo

 Mosambik
- Mozambické námořnictvo

 Nikaragua
- Nikaragujské námořnictvo

 Rusko
- Ruské námořnictvo

 Severní Jemen
 Sovětský svaz
- Sovětské námořnictvo

 Sýrie
- Syrské námořnictvo

 Ukrajina
- Ukrajinské námořnictvo

 Vietnam
- Vietnamské lidové námořnictvo